# 盛德街巴士總站
九龍城（盛德街）巴士總站（英語：Kowloon City (Shing Tak Street) Bus Terminus）是香港九龍城區馬頭圍南部的馬頭圍邨夜合樓東面、盛德街西端的巴士總站，位置近馬頭圍邨。現僅1條城巴路線服務該區的居民和商戶。

## 地名争议
值得留意的是，盛德街巴士總站雖以九龍城為名，但實際上在马头围一带，跟九龙城中心地带相距甚远。

## 路線資料

### 九龍巴士6X線
- 美孚 → 九龍城碼頭
九龍城（盛德街） →美孚

2019年4月29日投入服務，途經土瓜灣、紅磡、油麻地、旺角、深水埗及長沙灣，只於星期一至五下午繁忙時間提供服務，往美孚班次以此站為起點站，往九龍城班次則以九龍城碼頭巴士總站為終點站並不入此站。

### 過海隧道巴士108線（特別班次）
- 九龍城（盛德街） → 銅鑼灣（邊寧頓街）

### 過海隧道巴士608線
- 九龍城（盛德街） ↔ 筲箕灣

提供土瓜灣、啟德及九龍灣往來北角、鰂魚涌及太古的過海巴士服務，於2018年8月27日起投入服務。

## 過往路線資料
- 過海隧道巴士108線 (於2015年12月19日將九龍區總站遷往啟業巴士總站)
- 九龍巴士5A線 (於2020年2月14日遷往啟德（啟晴邨）)
- 過海隧道巴士608P線 (於2024年11月18日將九龍區總站遷往啟德公共運輸交匯處)

## 鄰近地點
- 土瓜灣市政大廈暨政府合署
- 馬頭圍邨
- 欣榮花園
- 傲雲峰
- 真善美村
- 馬頭角道政府合署
- 九龍靈光小學
- 盛德幼稚園
- 海悅豪庭
- 帝庭豪園
- 獻主會聖母院書院
- 聖德肋撒醫院
- 播道醫院
- 九龍城裁判法院
- 九龍城警署
- 靈光診所
- 喜點
- 世運花園
- 御太子
- 御豪門
- 太子匯
- 津匯
- 瑧尚
- Downtown 38